# Saint-Paul-d'Espis

Saint-Paul-d'Espis este o comună în departamentul Tarn-et-Garonne din sudul Franței. În 2009 avea o populație de 605 de locuitori.

## Evoluția populației
| An        | 1975 | 1982 | 1990 | 1999 | 2006 | 2009 |
| --------- | ---- | ---- | ---- | ---- | ---- | ---- |
| Populație | 573  | 623  | 645  | 633  | 598  | 605  |